# Botswana na Mistrzostwach Świata w Lekkoatletyce 2017
Botswana na Mistrzostwach Świata w Lekkoatletyce 2017 – reprezentacja Botswany podczas mistrzostw świata w Londynie liczyła 12 zawodników, którzy nie zdobyli żadnego medalu.

## Skład reprezentacji
Mężczyźni
| Zawodnik                                                   | Konkurencja        | Eliminacje | Eliminacje | Półfinał | Półfinał | Finał    | Finał   |
| Zawodnik                                                   | Konkurencja        | Rezultat   | Pozycja    | Rezultat | Pozycja  | Rezultat | Pozycja |
| ---------------------------------------------------------- | ------------------ | ---------- | ---------- | -------- | -------- | -------- | ------- |
| Isaac Makwala                                              | bieg na 200 metrów | 20,20      | 6. q       | 20,14    | 3. Q     | 20,44    | 6.      |
| Isaac Makwala                                              | bieg na 400 metrów | 44,55      | 1. Q       | 44,30    | 4. Q     | DNS      | DNS     |
| Karabo Sibanda                                             | bieg na 400 metrów | 47,44      | 46.        | NQ       | NQ       | NQ       | NQ      |
| Baboloki Thebe                                             | bieg na 400 metrów | 44,82      | 3. Q       | 44,33    | 5. Q     | 44,66    | 4.      |
| Nijel Amos                                                 | bieg na 800 metrów | 1:47,10    | 27. Q      | 1:46,29  | 13. Q    | 1:45,83  | 5.      |
| Onkabetse Nkobolo Baboloki Thebe Nijel Amos Karabo Sibanda | sztafeta 4 × 400 m | 3:06,50    | 14.        | —        | NQ       | NQ       |         |

Kobiety
| Zawodniczka                                                      | Konkurencja        | Eliminacje | Eliminacje | Półfinał | Półfinał | Finał    | Finał   |
| Zawodniczka                                                      | Konkurencja        | Rezultat   | Pozycja    | Rezultat | Pozycja  | Rezultat | Pozycja |
| ---------------------------------------------------------------- | ------------------ | ---------- | ---------- | -------- | -------- | -------- | ------- |
| Christine Botlogetswe                                            | bieg na 400 metrów | 53,50      | 43.        | NQ       | NQ       | NQ       | NQ      |
| Lydia Jele                                                       | bieg na 400 metrów | 51,41      | 11. q      | 51,57    | 13.      | NQ       | NQ      |
| Amantle Montsho                                                  | bieg na 400 metrów | 51,37      | 9. Q       | 51,28    | 11.      | NQ       | NQ      |
| Christine Botlogetswe Lydia Jele Galefele Moroko Amantle Montsho | sztafeta 4 × 400 m | 3:26,90    | 7. Q       | —        | 3:28,00  | 7.       |         |